# Clinical Oral Investigations
Clinical Oral Investigations, abgekürzt Clin. Oral Investig., ist eine englischsprachige wissenschaftliche Fachzeitschrift, die vom Springer-Verlag veröffentlicht wird. Sie ist eine der führenden klinischen Zeitschriften auf dem Gebiet der Mund-, Kiefer- und Gesichtsmedizin. Es werden Arbeiten veröffentlicht, die sich mit medizinischen Aspekten der Mundhöhle beschäftigen.